# Spheterista xanthogona
Spheterista xanthogona là một loài bướm đêm thuộc họ Tortricidae. Nó là loài đặc hữu của Hawaii